# Yassıada
Yassıada (en grec Plati) est l'une des plus petites îles de l'archipel des Îles des Princes, l'un des 39 districts d'Istanbul. Elle a été utilisée par les Byzantins pour l'envoi des personnalités en exil. Une de ces personnes était le Patriarche arménien (catholicos) Narsès qui a d'abord été envoyé sur cette île avant d'être emprisonné à Büyükada au IVe siècle apr. J.-C. Au XIe siècle apr. J.-C. les Byzantins utilisaient l'île pour les prisonniers politiques. Les restes des quatre cellules de la prison souterraine de cette période sont encore visibles. Les Byzantins ont également construit un monastère et une église sur l'île. Yassıada (Plati) a été capturée par les Croisés latins au cours de la quatrième croisade en 1204.
En 1857, l'île a été achetée par l'ambassadeur britannique Henry Bulwer, frère du romancier Edward Bulwer-Lytton, qui a bâti sa maison de maître et une structure ressemblant à un  petit château pour vivre tranquillement sur cette île lointaine. Le petit château et le quai en face sont encore debout aujourd'hui. Henry Bulwer a également organisé la production agricole sur l'île pour auto-entretenir son petit royaume au moins dans une certaine mesure. Mais par la suite il vendit Yassıada à Ismaïl Pacha, khédive ottoman d'Égypte et du Soudan, qui, cependant n'a pas construit de nouveaux bâtiments et a complètement négligé l'île.
Avec la création de la république de Turquie en 1923, l'île est devenue une propriété de l'État turc, et en 1947 Yassiada a été remise à la marine turque qui y a construit plusieurs bâtiments scolaires.
C'est dans cette île que les procès des membres du Parti Démocrate ont eu lieu après le coup d’État militaire du 27 mai 1960. Plusieurs des accusés ont été condamnés à mort, dont le premier ministre Adnan Menderes, premier dirigeant démocratiquement élu de la république de Turquie, ainsi que deux ministres de son cabinet, Hasan Polatkan (ministre des Finances) et Fatin Rüştü Zorlu (ministre des Affaires étrangères). Ils furent exécutés à İmralı.
Après la fin des procès, Yassiada a été remise à la marine turque et les leçons ont continué à avoir lieu dans les bâtiments de l'école navale jusqu'en 1978.
En 1993, l'île est devenue propriété du département de l'Université d'Istanbul de la vie marine et des produits de la mer, qu'elle a utilisée pour des cours et de la recherche. Mais les vents forts sur l'île ont rendu la vie difficile pour les étudiants et les cours avaient lieu ailleurs.
Aujourd'hui, l'île est un lieu apprécié des écoles de plongée, comme Balıkadam Türkiye, ainsi que des plongeurs amateurs.
En 2020, y a été inauguré un complexe hôtelier de 125 chambres, comprenant des salles de conférences, des installations portuaires et une mosquée.